# Omiodes
Omiodes är ett släkte av fjärilar. Omiodes ingår i familjen Crambidae.

## Dottertaxa tillOmiodes, i alfabetisk ordning[1]
- Omiodes absistalis
- Omiodes accepta
- Omiodes albicilialis
- Omiodes alboanalis
- Omiodes albociliata
- Omiodes amplipennis
- Omiodes analis
- Omiodes anastrepta
- Omiodes anastreptoidis
- Omiodes anchoritalis
- Omiodes antidoxa
- Omiodes anxiferalis
- Omiodes asaphombra
- Omiodes basalticalis
- Omiodes blackburni
- Omiodes cayennalis
- Omiodes cervinalis
- Omiodes chloromochla
- Omiodes collinsi
- Omiodes confusalis
- Omiodes connexalis
- Omiodes continuatalis
- Omiodes croceiceps
- Omiodes cuniculalis
- Omiodes decisalis
- Omiodes demaratalis
- Omiodes diemenalis
- Omiodes disciiridescens
- Omiodes dnopheralis
- Omiodes dolosalis
- Omiodes duplicata
- Omiodes epicentra
- Omiodes eruptalis
- Omiodes euryprora
- Omiodes fortificalis
- Omiodes fullawayi
- Omiodes fulvicauda
- Omiodes gazalis
- Omiodes giffardi
- Omiodes gnomalis
- Omiodes grandis
- Omiodes hallwachsae
- Omiodes hemiombra
- Omiodes hiracia
- Omiodes humeralis
- Omiodes incertalis
- Omiodes indicata
- Omiodes insolutalis
- Omiodes iridias
- Omiodes janzeni
- Omiodes jasonalis
- Omiodes laysanensis
- Omiodes lenticurvalis
- Omiodes leporalis
- Omiodes liodyta
- Omiodes lionnetalis
- Omiodes localis
- Omiodes lydialis
- Omiodes maia
- Omiodes marmarca
- Omiodes martini
- Omiodes martyralis
- Omiodes metricalis
- Omiodes meyricki
- Omiodes miamialis
- Omiodes moeliusalis
- Omiodes monogona
- Omiodes monogramma
- Omiodes musicola
- Omiodes niphoessa
- Omiodes noctescens
- Omiodes ochracea
- Omiodes ochrosoma
- Omiodes okinawaensis
- Omiodes origoalis
- Omiodes orontesalis
- Omiodes palliventralis
- Omiodes pandaralis
- Omiodes peleusalis
- Omiodes pigralis
- Omiodes pritchardii
- Omiodes pyraustalis
- Omiodes reductalis
- Omiodes rufescens
- Omiodes sabalis
- Omiodes scotaea
- Omiodes seminitidalis
- Omiodes simialis
- Omiodes sirena
- Omiodes spoliatalis
- Omiodes stigmosalis
- Omiodes surrectalis
- Omiodes svezeyi
- Omiodes telegrapha
- Omiodes ustalis
- Omiodes vulgalis
- Omiodes vulpina
- Omiodes xanthodysana